# Подушка
Поду́шка — постельная принадлежность, предназначена для поддержки головы лежащего человека во время сна. Представляет собой зашитый по периметру чехол обычно квадратной или прямоугольной формы с наполнителем: пух, перо, шерсть, кашемир, хлопок, шёлк; или искусственным: файбер, холлофайбер, силиконизированное волокно, вискоза, микрофайбер. Подушка — второй по важности предмет в спальне после матраса, её ортопедические характеристики и состав наполнителя напрямую влияют на здоровье и качество сна человека. Так большинство проблем со сном связано с нарушением дыхания, оно, как правило является следствием неправильного выбора подушки, которая не поддерживает голову в анатомически правильном положении.
Также существуют диванные подушки, служат для поддержки тела во время сидения. Отдельного внимания заслуживают подушки декоративные, которые играют немалую роль в декоративном оформлении интерьера. Они обычно выполнены из интерьерных тканей с изысканным узором, часто оформлены вышивками или декоративными элементами такими как бисер, стеклярус.
C древних времён подушки являются синонимом отдыха и комфорта. Но значение подушки в жизни человека гораздо больше, на ней покоятся наши голова и шея во время сна, от удобного положения которых зависят комфорт и самочувствие по утрам. Неудачный выбор подушки может стать причиной проблем со здоровьем: головной боли, искривления шейного отдела позвоночника и многих других нарушений.

## История

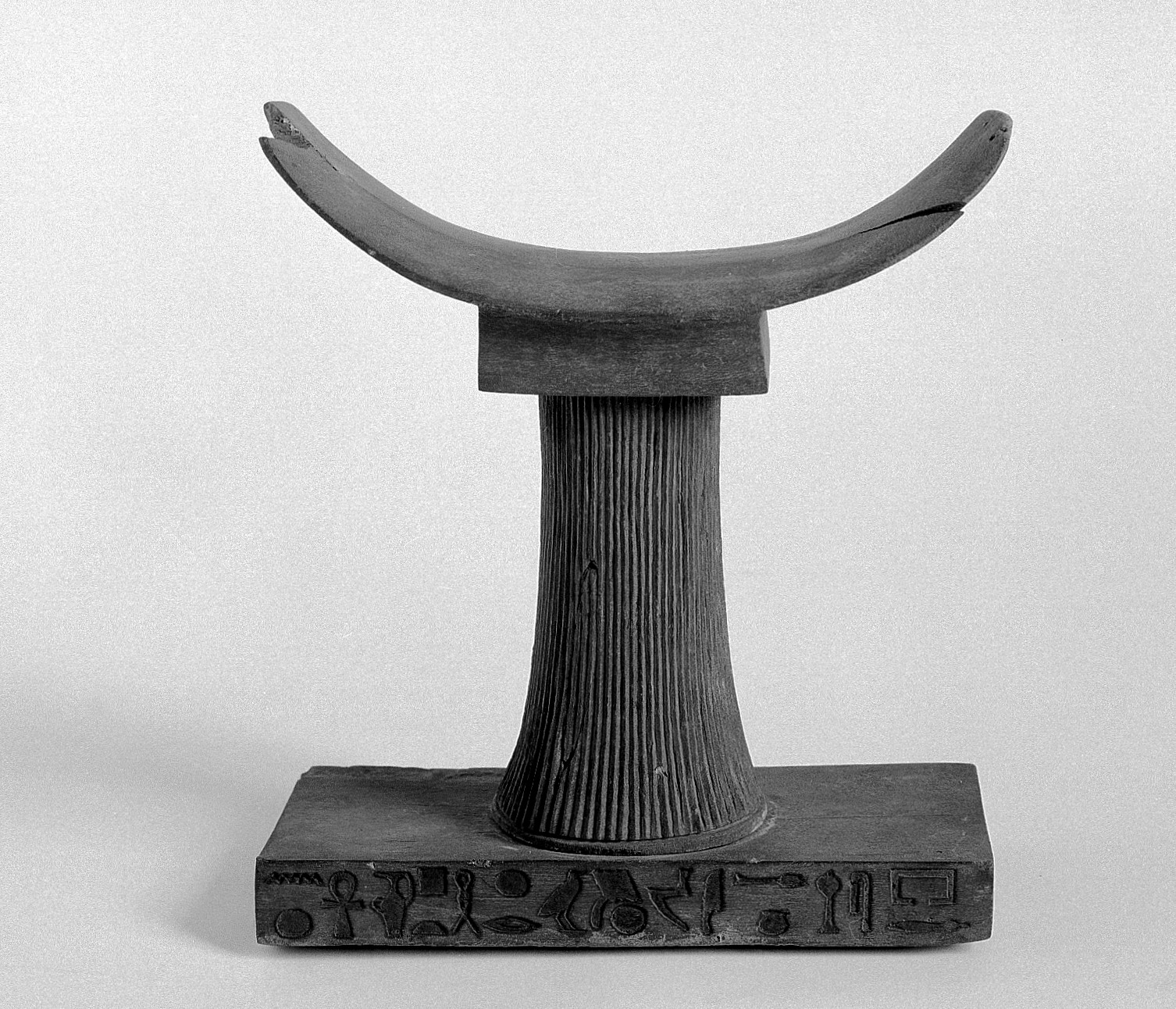
Древняя Египетская подушка

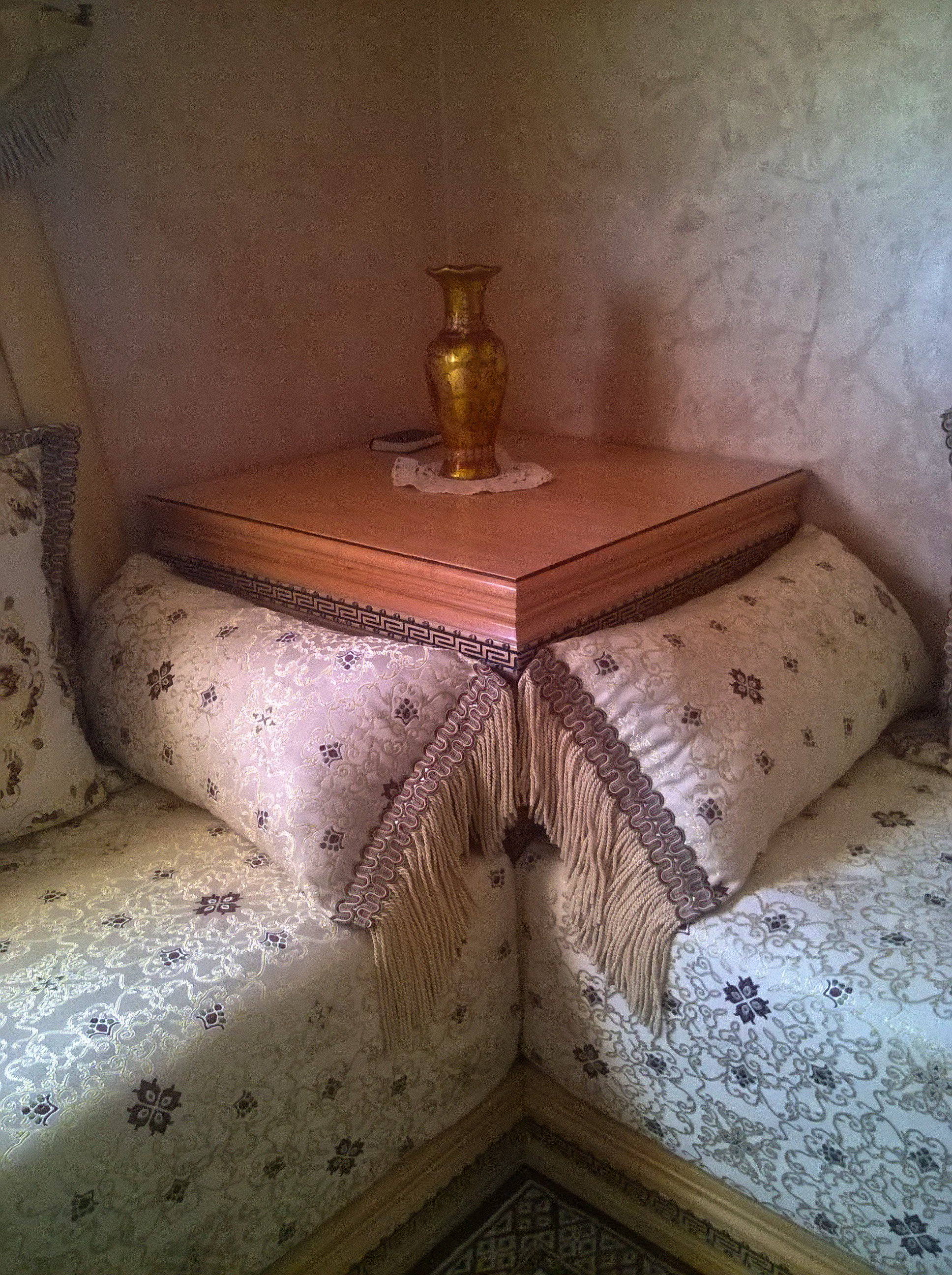
Украшенные подушки, сложенные на углу дивана

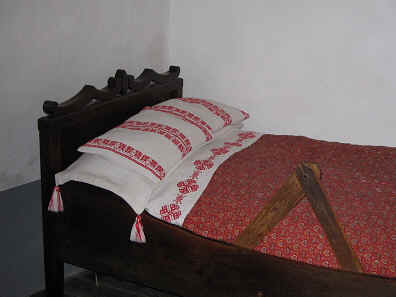
Расшитая подушка

История подушки восходит к 7000 году до нашей эры в древней Месопотамии, в современном Ираке. Тогда подушки делали из камня, а цель их использования заключалась не в комфорте. Функция каменной подушки заключалась в том, чтобы предотвратить попадание насекомых в рот, нос и уши во время сна. А учитывая высокую цену на камень в то время, позволить себе каменную подушку могли только состоятельные люди.
Особое значение придавалось подушкам в древнем Египте. Считалось, что голова — место духовной жизни, она требует особого бережного отношения. В Египте подушки производили из разных материалов, в том числе из мрамора, слоновой кости, керамики, камня и дерева. Подушки также имели религиозное значение, так как на подушке вырезали изображения богов, её клали под голову покойного, чтобы злые духи держались подальше.
В древней китайской цивилизации подушки делали из разных материалов: камень, дерево, бамбук, бронза, фарфор и нефрит. Подушки часто украшали изображениями людей, животных и растений. В те времена в Китае считалось, что материалы, из которых была произведена подушка, могут быть полезны для человека, который её использует. Таким образом, считалось, что нефритовая подушка способствует повышению интеллекта. Китайцы умели делать мягкие подушки, но считалось, что во время сна на них тело теряет энергию. В то время как жёсткие подушки способствуют улучшению здоровья и умственных способностей.
Древние римляне и греки отказались от традиционной твёрдой подушки и начали использовать ткань. Её набивали мягкими материалами, такими как: хлопок, тростник или солома. Уже в те времена зажиточные греки использовали подушки, набитые мягким пуховым пером.
В XIX веке с началом промышленной революции подушка стала обычным явлением почти в каждом доме. За это время подушки стали более доступны благодаря массовому производству и технологическому прогрессу. Во времена викторианской эпохи в Англии подушки превратились в декоративные элементы для диванов и стульев.
Современные подушки изготавливаются из различных материалов. Наперник обычно производят из хлопка или полиэстера, а в качестве наполнителя используют натуральные: хлопок, перо, шёлк или овечью шерсть. В случае, если у человека аллергия на перья или шерсть, он может выбрать подушку с синтетическим наполнителем: латексом, пеной или полиэстером.
Сегодня существует огромное множество подушек: гелевые, ортопедические, подушки для отдыха и сна, декоративные подушки. Эволюция ещё не закончена, с развитием технологий появляются подушки новых форм и выполненные из новых материалов, например, бамбуковое и молочное волокно.

## Технологии и материалы
Наиболее простой в изготовлении материал для набивки подушек — сено или солома.
Распространённая в России конструкция подушки содержит матерчатый напе́рник, набитый перьями и зашитый нитками. Снаружи на наперник надевается съёмная на́волочка, которую можно менять и стирать.

### Подушки с натуральными наполнителями
Традиционный наполнитель «пух-перо». Такую подушку наполняют лебяжьим, гусиным, утиным пухом или куриным пером, пухом гаги, либо смесью небольших мягких перьев и пуха. Пушинки соприкасаются не плотно, поэтому создаются микроскопические закрытые прослойки воздуха, обеспечивающие отличную теплоизоляцию. Такие подушки прекрасно впитывают и испаряют влагу, легко восстанавливают объём.
Через несколько лет использования в подушках накапливается пыль, которая привлекает клещей и клопов. Экскременты клещей могут вызывать аллергию. Грубо говоря, человек, спящий на пуховой подушке, постоянно находится в облаке экскрементов клещей. Для этого подушки нужно распарывать и стирать. Также существуют специализированные салоны по чистке подушек.
Если подушка неприятно пахнет, то это может означать, что перо плохо обработано. Из-за высокой гигроскопичности пухо-перьевую подушку необходимо сушить не реже одного раза в год. Некоторые производители рекомендуют стирать свои подушки 3—4 раза в год. Срок службы пухо-перьевой подушки составляет около пяти лет.
Подушки, наполненные овечьей шерстью, могут положительно влиять на здоровье человека. Кроме того, овечья шерсть не слёживается плотно благодаря природной извитости шерстяных волокон, и это обусловливает отличные теплоизолирующие свойства таких изделий. Шерстяные подушки могут оказать благотворный эффект при ревматизме; отрицательная их сторона в том, что наполнитель может сваляться уже через несколько месяцев эксплуатации. Также при плохой обработке наполнителя бывает неприятный запах. Могут вызывать аллергию.
Самые недорогие подушки наполнены ватой. Натуральная хлопковая вата, применяемая для подушек, должна соответствовать ГОСТ 5679-85 или ГОСТ 1788-86. У этого наполнителя есть недостаток — вата быстро скатывается, и подушка приходит в негодность.
Также в качестве наполнителя для подушек используют лузгу гречихи. Главный эффект, получаемый при использовании подушки с гречневой шелухой — это точечный массаж, который благотворно действует на организм. Лузга гречихи хорошо пропускает воздух, отличается высокой прочностью и повторяет контуры тела.
Самый экологически чистый наполнитель для подушки — шёлк. Не вытягивает влагу с кожи, не мешает коллагену ночью восстанавливаться. Полезные свойства сохраняются более 10 лет. Без запаха, противостоит паразитам и клещам, показан аллергикам и астматикам.

### Размеры и форма подушки

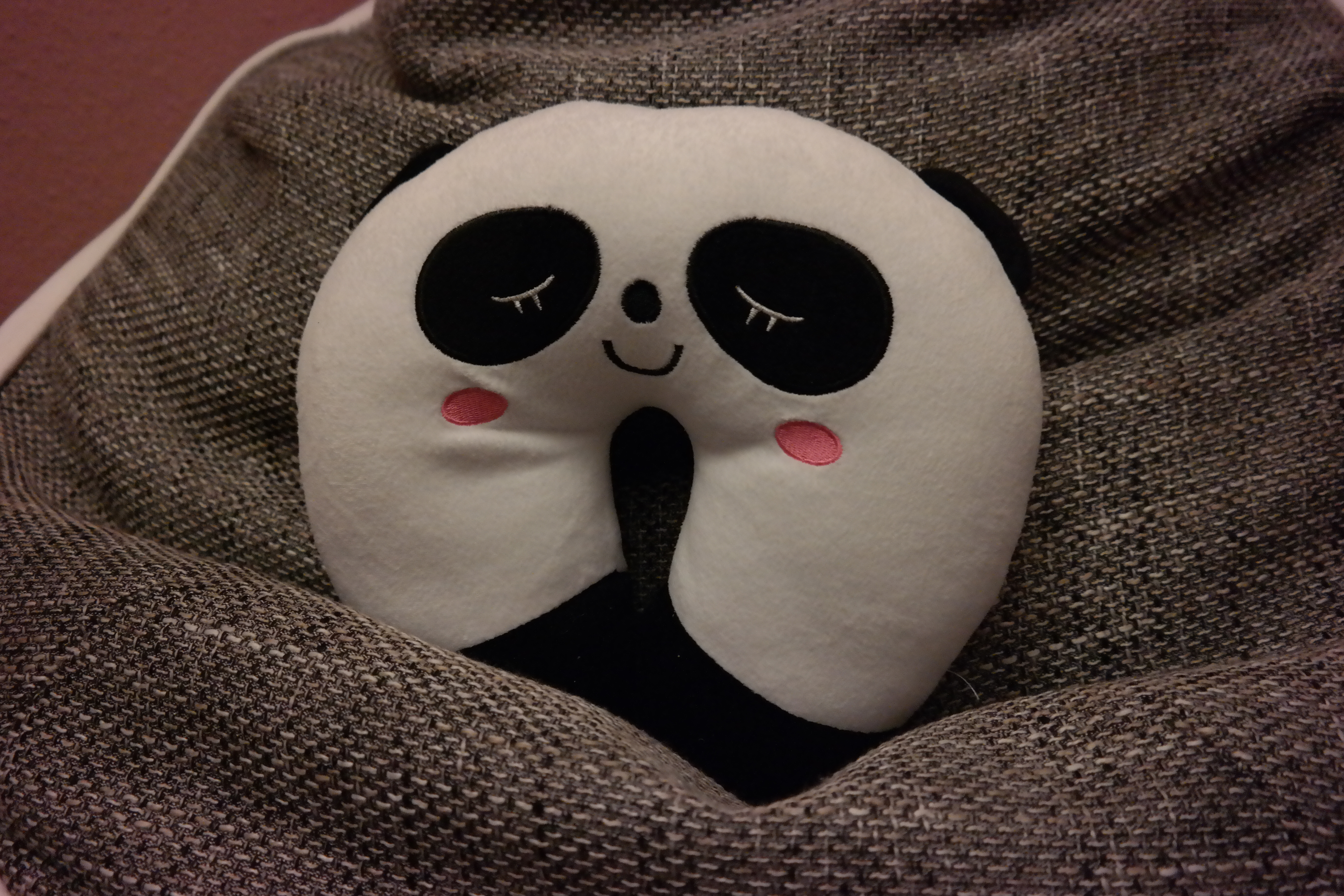
Подушка для шеи

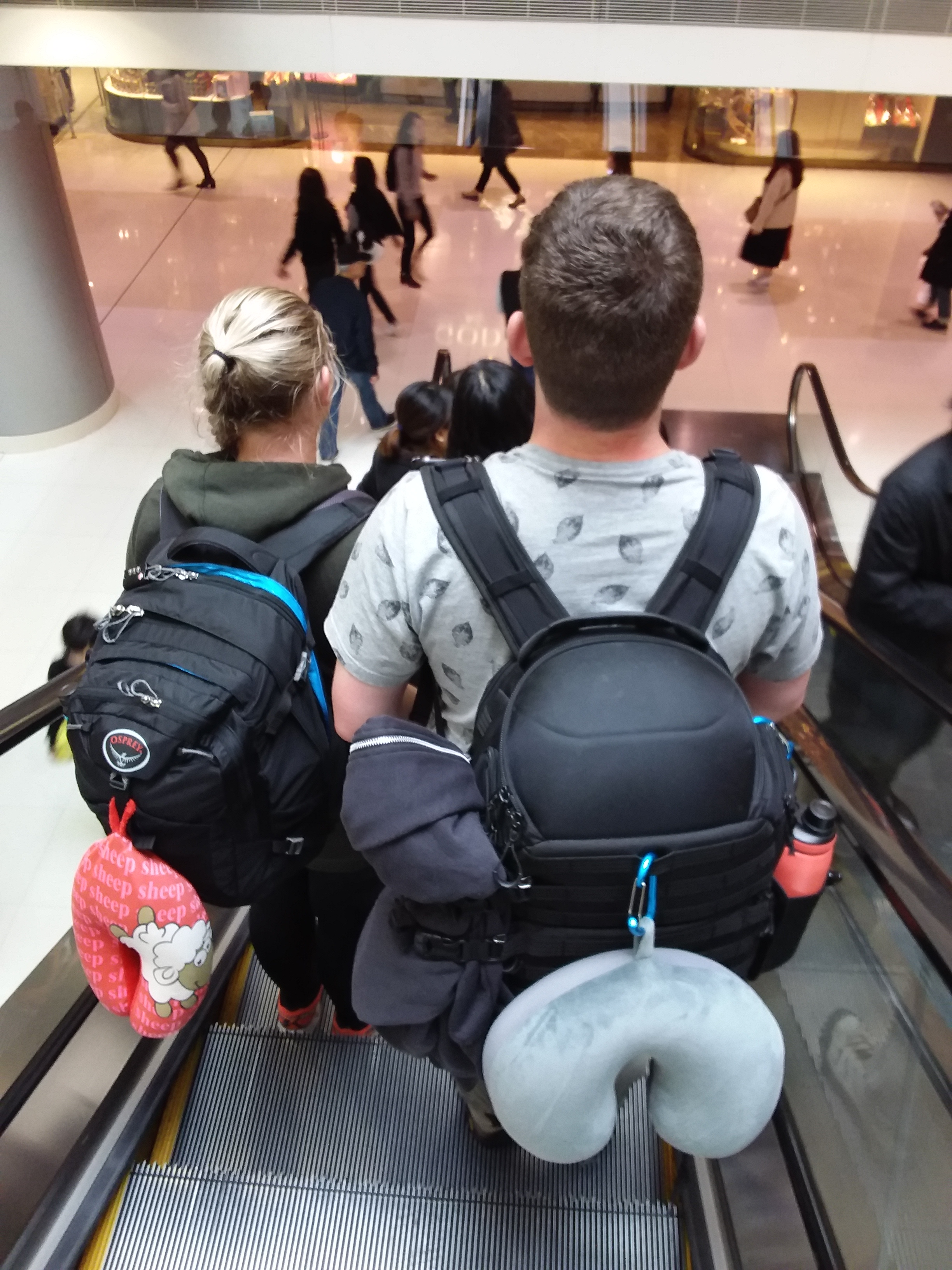
Подушки для шеи или подушки для путешествий используются туристами в автобусах и самолётах

Размеры подушек колеблются в таком диапазоне: длина — от 40 до 80 см, ширина от 30 до 50 см. В Европе наиболее распространён формат 70 × 50 см, в России — 70 × 70 см. Размер детских подушек, как правило, 40×60 см и они более плоские, чем подушки для взрослых.
Ортопедические подушки имеют полувалик для лучшей поддержки шеи, иногда — выемку для головы.

## Ортопедические подушки
Ортопедические подушки предназначены для более комфортного размещения головы и шеи во время сна и отдыха, имеют специальную форму, препятствующую деформации шейного отдела позвоночника в положении лёжа. Рекомендуют для профилактики заболеваний шейного отдела позвоночника. Подушки с ортопедическим эффектом изготавливаются из различных материалов: полиуретановой пены, кокосовой койры, материала Memory Foam, конского волоса и др. Обеспечивают правильное положение шейного отдела позвоночника, умеренное его растяжение в положении лёжа, способствуют расслаблению мышечно-связочного аппарата, исчезновению болей в шейном отделе и голове.
Применяются во время сна и отдыха с лечебной и профилактической целью при остеохондрозе, спондилоартрозе с болевым синдромом и без него, нестабильности, травмах (миозитах, ушибах и растяжениях) шейного отдела позвоночника. Являются обычно двусторонними, что делает возможным их применение у людей разного возраста, роста и массы.

## Как часто необходимо менять подушку
Подушки «живут» в среднем от двух до пяти лет, гораздо меньше, чем одеяло, поскольку им приходится выдерживать постоянную нагрузку в виде нашей головы и шеи. Подушка перестаёт выполнять возложенные на неё функции, как только утрачивает начальную пышность и становится плоской.
Основные признаки, что срок годности вашей подушки истёк:
- цвет наперника изменился, подушка покрылась пятнами, это может означать, что внутри наполнителя идёт процесс размножения бактерий;
- вы просыпаетесь от дискомфорта в области шеи, возможно, ваша подушка стала более плоской и перестала поддерживать голову и шею в правильном положении;
- ваши поза и «поведение» во сне изменились, тогда данное изделие вам больше не подходит;
- Просыпаетесь с заложенным носом или ощущением сухости в горле, это может свидетельствовать об аллергической реакции на пылевых клещей, живущих в наполнителе вашей подушки.

## Надувная подушка

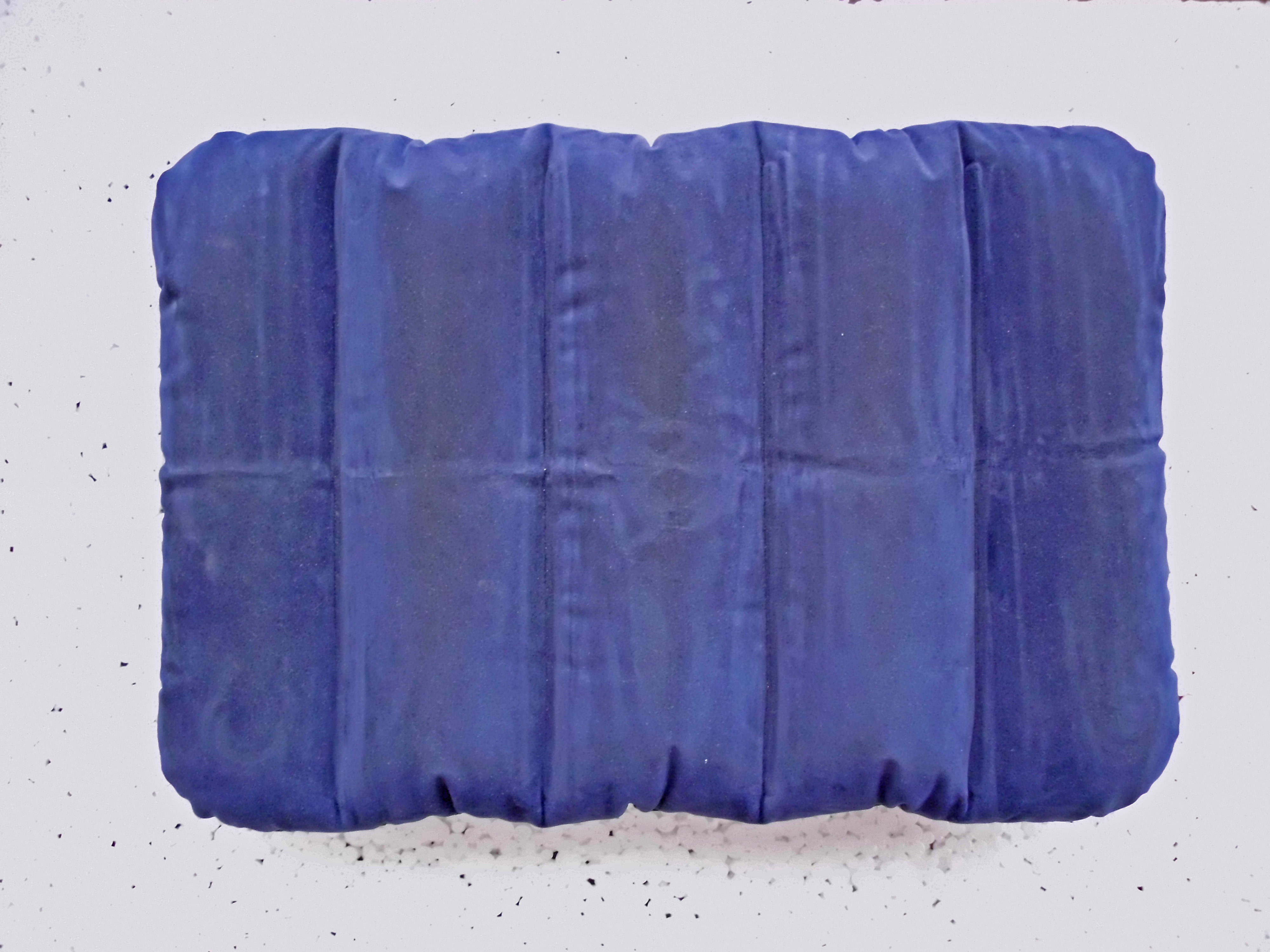
Надувная подушка

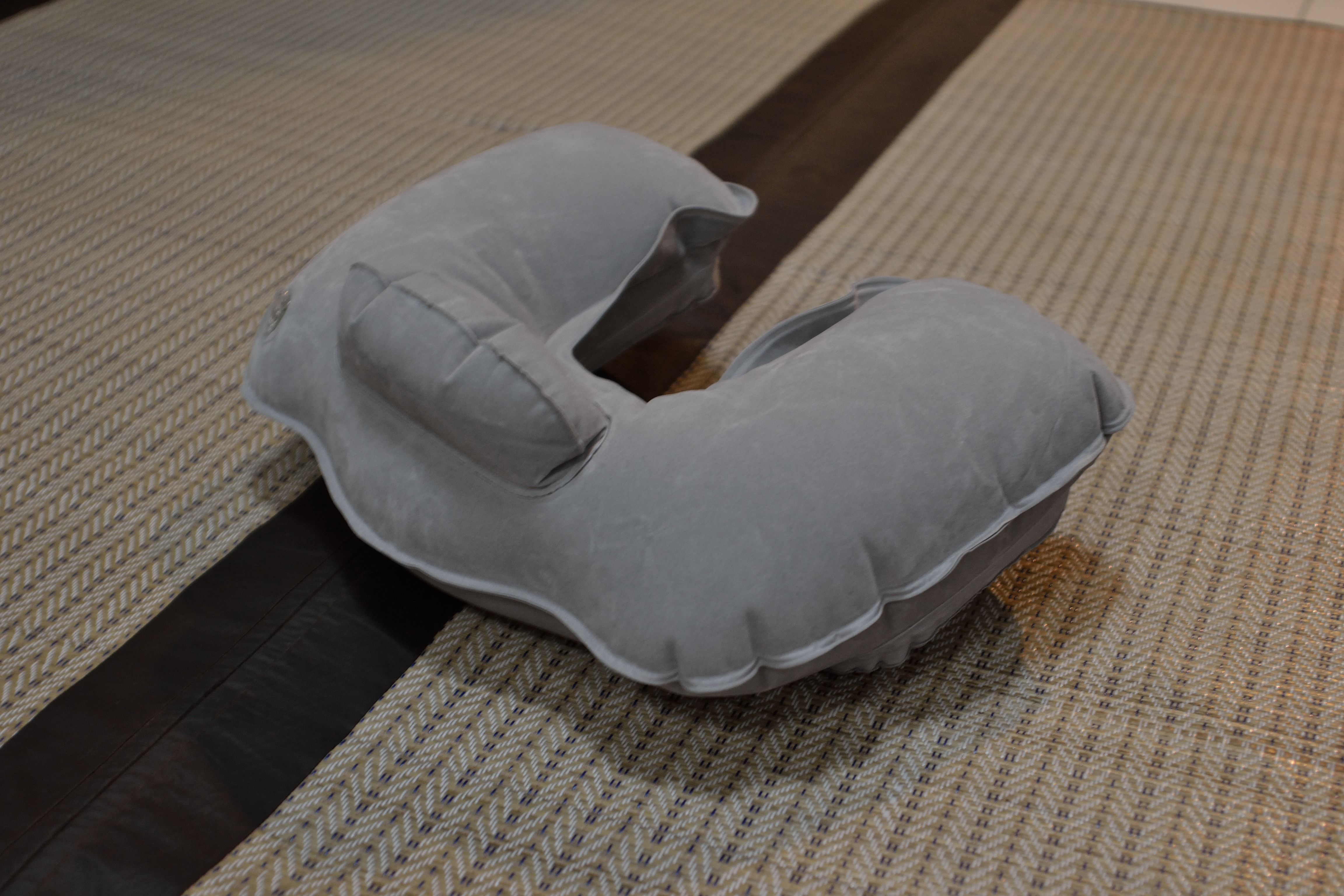
Надувная подушка для шеи

Надувные подушки бывают резиновые, пластиковые и из других материалов. Преимущество надувных подушек в том, что они не занимает много места и не вызывают аллергии, существуют надувные подушки для ванной, для плавания, для отдыха в автобусе или автомобиле. Недостаток этих подушек в том, что они могут лопнуть или проколоться.